# Красьнево (Поморське воєводство)
Красьнево (пол. Kraśniewo, нім. Schönau bei Marienburg) — село в Польщі, у гміні Мальборк Мальборського повіту Поморського воєводства.
Населення — 251 особа (2011).
У 1975-1998 роках село належало до Ельблонзького воєводства.

## Демографія
Демографічна структура станом на 31 березня 2011 року:
|          | Загалом | Допрацездатний вік | Працездатний вік | Постпрацездатний вік |
| -------- | ------- | ------------------ | ---------------- | -------------------- |
| Чоловіки | 130     | 34                 | 81               | 15                   |
| Жінки    | 121     | 32                 | 70               | 19                   |
| Разом    | 251     | 66                 | 151              | 34                   |